# 星野リゾート 1955 東京ベイ

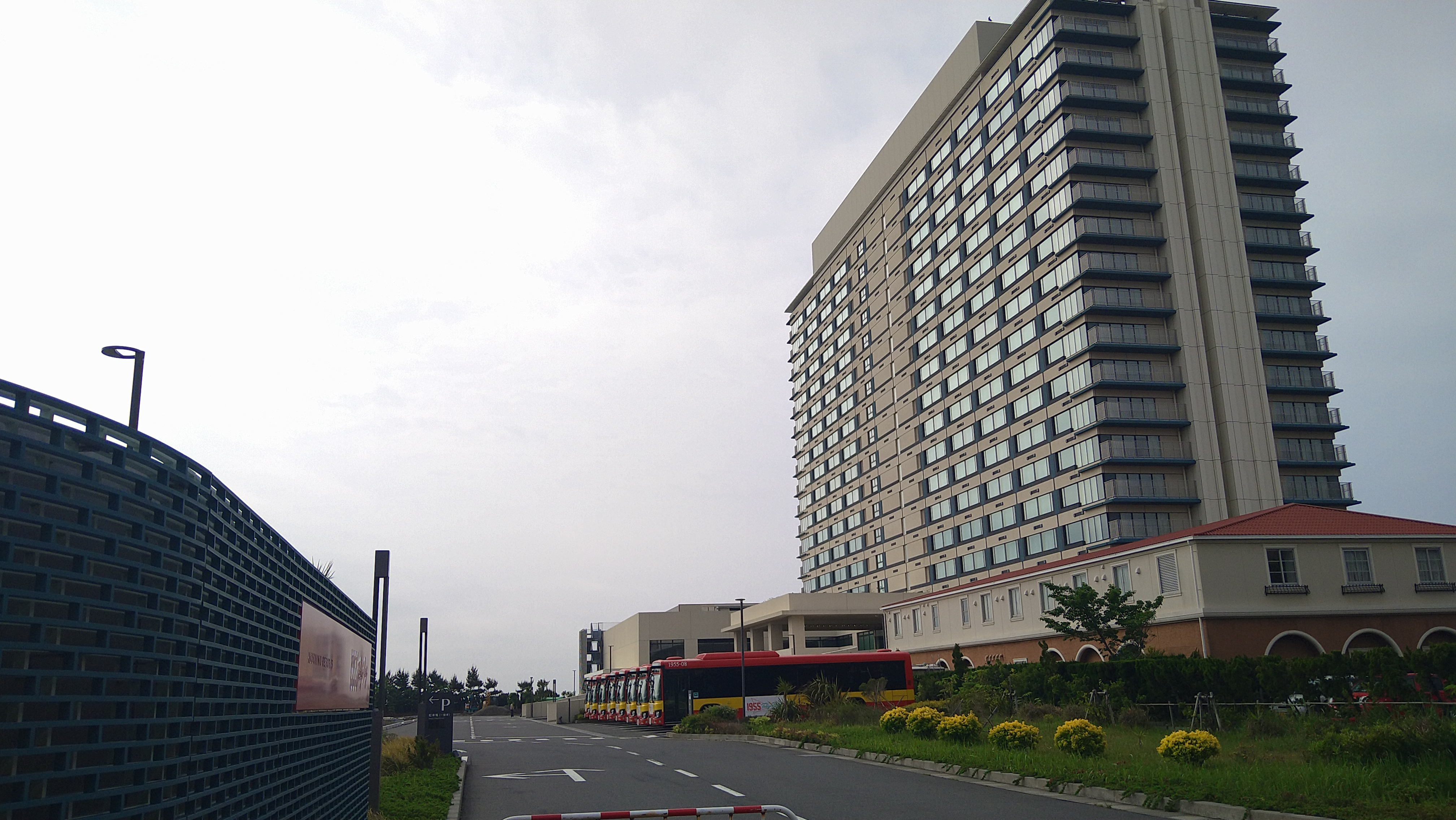
星野リゾート1955東京ベイ 駐車場入り口から

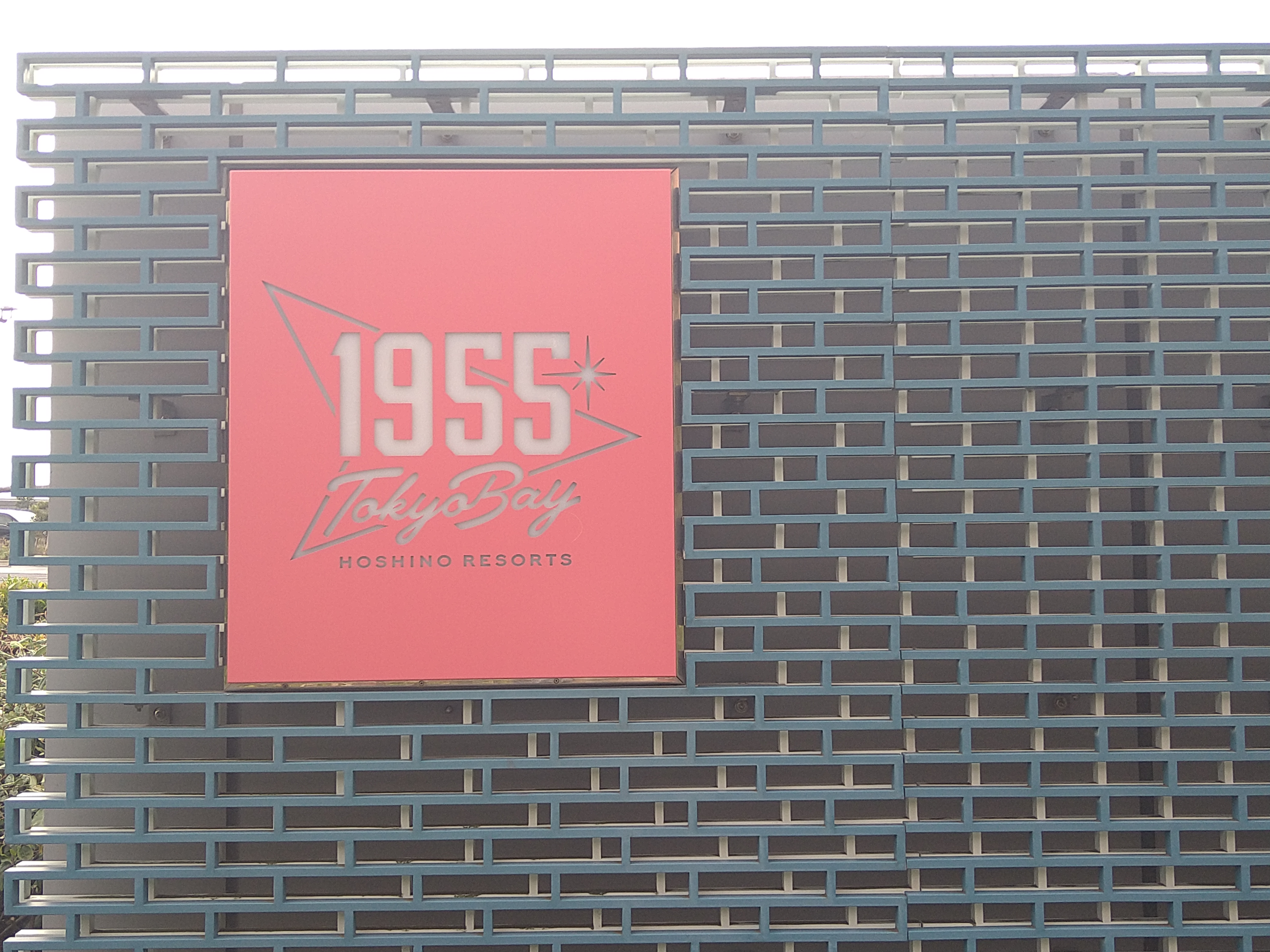
星野リゾート1955東京ベイ

星野リゾート 1955 東京ベイ（ほしのリゾート いちきゅうごーごー とうきょうベイ、Hoshino Resorts 1955 Tokyo Bay）は千葉県浦安市にあるホテル。2024年6月20日開業。

## 概要
2023年12月31日に終業した東京ベイ東急ホテルをリブランドしたホテルであり、星野リゾートにとっては、千葉県に進出するのは本施設が初めてとなる。
施設のコンセプトは「OLDIES GOODIES」、館内デザインのモチーフは「1955年頃のアメリカ合衆国の世界観」としている。なお、1955年はアメリカに世界初のディズニーランドが開業した年である。
客室は23タイプ、全638室。

## 施設
2nd Room
チェックイン前やチェックアウト後を問わず、宿泊者が24時間自由に使えるパブリックスペース。
Cafeteria
丼物やホットデリなどを宿泊者に提供するレストラン。
Restaurant
ブッフェ形式で朝食を宿泊者に提供するレストラン。
Food&Drink Station
24時間営業で軽食や飲み物などを販売する。当ホテルをモチーフにしたステッカーやマグネットなどのオリジナルグッズも取り扱う。セルフレジ販売方式。

## アクセス
無料シャトルバス
- 東京ディズニーリゾート（東京ディズニーランド、東京ディズニーシー）、新浦安駅北口 公式HPに時刻表が掲載してある。

東京ベイシティ交通の路線バス
- 東西線浦安駅入口から「系統3浦安東団地線」または「系統11シンボルロード線」で「総合公園」降車
- JR京葉線新浦安駅から「系統3浦安東団地線」、「系統23浦安東団地線」または「系統11シンボルロード線」で「総合公園」降車
「系統3浦安東団地線」には「明海五丁目」止めの便、「シンボルロードパークシティ」行きの便が、「系統11シンボルロード線」には「ベイパーク」止めの便がある。
- JR京葉線舞浜駅から「系統23浦安東団地線」または「系統25高洲・舞浜線」で「総合公園」降車
「系統25高洲・舞浜線」には「高洲海浜公園」行きの便がある。